# Copris moechus
Copris moechus là một loài bọ cánh cứng trong họ Bọ hung (Scarabaeidae).